# Colinus virginianus
Il colino della Virginia (Colinus virginianus (Linnaeus, 1758)) è un uccello selvatico di piccole dimensioni appartenente alla famiglia Odontophoridae, originario del Nuovo Mondo.

## Descrizione
Molto somigliante alla quaglia, ha un piumaggio rossiccio con sfumature chiare nelle parti inferiori e il ventre chiazzato di bianco. Il dimorfismo sessuale è molto evidente: il maschio ha gola e sopracciglia bianche, la femmina rossicce. Il piumaggio variegato gli permette di mimetizzarsi con il sottobosco. Solitamente i maschi sono più grandi e possono arrivare ad una lunghezza di 25 cm.

## Biologia

### Alimentazione
La sua dieta occupa una vasta gamma di nutrienti presenti sul suolo, dai germogli alle foglie, talvolta anche radici, ma si nutre principalmente di semi e di insetti.

### Comportamento
Il colino della Virginia è stanziale, in primavera in particolare si riuniscono in coppie o in piccoli gruppi familiari e si alimentano insieme o costruiscono nidi vicini tra loro; per il resto dell'anno si raccolgono in piccoli stormi. Quando dormono, si accorpano tutti insieme gli uni agli altri sul terreno, con la testa rivolta verso l'esterno, cosicché se messi in allarme, possano prendere il volo e disperdersi.
Si possono vedere correre o camminare sul terreno avventurandosi in campi aperti (nonostante siano anche in grado di volare). Se disturbati, dapprima si acquattano tra i cespugli, poi volano basso da un riparo all'altro frullando le ali.

### Riproduzione
Nel periodo riproduttivo, i maschi attirano le femmine con il loro forte richiamo, emesso da un posatoio.
Il colino è un animale monogamo, e in primavera inizia l'accoppiamento con la deposizione di piccole uova colore bianco di circa 10-12 grammi, da cui dopo 23 giorni d'incubazione nascono dei piccoli pulcini.
Il nido viene costruito in una depressione sul terreno, foderata di vegetali secchi; spesso viene costruito in un luogo aperto come un prato o un pascolo.

## Distribuzione e habitat
La specie è diffusa sul versante orientale di Canada e Stati Uniti, in Messico in Guatemala e a Cuba.
Inoltre, è stata introdotta in Paesi vicini per scopi ornamentali, con popolazioni locali provenienti da uccelli fuggiti da allevamenti.
Lo si trova nelle boscaglie, negli arbusteti, nei boschi aperti e talvolta si spinge fino alle praterie, ai pascoli ed ai prati.